# Горна Малина (община)
Община Горна Малина се намира в Западна България и е една от съставните общини на Софийска област.

## География

### Географско положение, граници, големина
Общината се намира в централната част на Софийска област. С площта си от 295,378 km2 е 11-а по големина сред 22-те общини на областта, което съставлява 4,17% от територията на областта. Границите ѝ са следните:
- на север – община Ботевград;
- на североизток – община Етрополе;
- на изток – община Мирково;
- на юг, запад и северозапад – община Елин Пелин.

### Природни ресурси

#### Релеф
Релефът на общината е равнинен, хълмист, ниско и средно планински, като територията ѝ попада в пределите на Западна Стара планина, Задбалканските котловини и Ихтиманска Средна гора.
В северния район на общината се простират участъци от две планини, които са части от Западна Стара планина. На запад от Ботевградския проход (Арабаконак) са разположени крайните югоизточни части на планината Мургаш. Максималната ѝ височина в общината е връх Витинска поляна 1274,1 m, разположен на 2 km северозападно от прохода Витиня. На изток от прохода в нейните предели попадат крайните западни части на Етрополска планина. В нея на границата с община Етрополе, на 1 km северозападно от Етрополския проход се издига най-високата точка на община Горна Малина – връх Звездец 1654,8 m.
Средната, западната и югозападната част на община Горна Малина се заема от три котловини. На запад и югозапад се простира най-източната част на Софийската котловина. Тук релефът е равнинен и слабо хълмист и в нея югозападно от село Априлово, на границата с община Елин Пелин се намира най-ниската точка на общината – 553 m н.в.
Североизточно от Софийската котловина и общинския център село Горна Малина в посока от север-северозапад на юг-югоизток на протежение от 10 km и ширина 2 – 3 km се простира Негушевския рид, която свързва планината Мургаш на север с Ихтиманска Средна гора на юг. Североизточно от него е разположена малката Саранска котловина (35 km2). Дължината ѝ от север на юг е около 10 km, а ширината 5 km. Надморската ѝ височина е около 600 m. Източно от нея в посока север юг се простира втори планински праг – Опорския рид, който също свързва планината Мургаш на север с Ихтиманска Средна гора на юг. Неговата дължина е оокол 10 km, а ширината му – 5 – 6 km. На изток от него се намира най-малката и най-високата задбалканска котловина – Камарската. Площта ѝ е около 10 km2, има почти кръгла форма с диаметър около 4 – 5 km и надморска височина 700 – 800 m. На изток от нея, по границата с община Мирково е разположен третия по ред планински праг, свързващ Етрополска планина на север с Ихтиманска Средна гора на юг. Неговата дължина е около 15 km, а ширината му – 3 – 4 km.
В югоизточните части на община Горна Малина се простират крайните северозападни разклонения на планинския рид Белица (част от Ихтиманска Средна гора). Неговата най-висока точка в пределите на общината е връх Опор 1089,2 m, разположен на 3,1 km североизточно от село Байлово.

#### Води
По източната граница на общинаГорна Малина с община Мирково преминава участък от Главния вододел на България, като територията ѝ спада към Черноморския водосборен басейн.
Почти цялата община се отводнява от Макоцевска река (43 km, десен приток на Лесновска река, която е десен приток на Искър) и нейните притоци. Тя извира от Главното Старопланинско било, югоизточно от седловината Витиня, на 1064 m н.в. Тече на юг през Камарската котловина, пресича Републикански път I-6 и в село Долно Камарци приема отляво Стъргелска река. Навлизайки в землището на село Макоцево, приема нов ляв приток Кърлевишката река, завива на запад, приема водата на големия Меднишки извор, продължава на запад, проломява Опорския рид и в местността „Падалото“ приема отляво Опорска река. Протича покрай селата Макоцево и Чеканчево, минава през Саранската котловина, при село Негушево минава през къса теснина между баири и излиза в село Горна Малина, а от там в Софийската котловина. След село Долна Малина коритото ѝ е коригирано с водозащитни диги и югозападно от селото напуска пределите на общината. Водата и́̀ не пресъхва никога. През зимата замръзва. Наклонът и е малък, като по цялото си течение през макоцевското землище от двете си страни образува плодородни лъки, заети от ливади, овощни градини и ниви. При проливни дъждове поради балканския характер на басейна водата и приижда. Водите ѝ се използват за напояване.

## Население

### Етнически състав (2011)
Численост и дял на етническите групи според преброяването на населението през 2011 г.:
|                     | Численост | Дял (в %) |
| Общо                | 6209      | 100,00    |
| Българи             | 5575      | 89,79     |
| Турци               | 12        | 0,19      |
| Цигани              | 282       | 4,54      |
| Други               | 15        | 0,24      |
| Не се самоопределят | 13        | 0,21      |
| Неотговорили        | 312       | 5,02      |

### Движение на населението (1934 – 2021)
| Община Божурище                               | Община Божурище | Община Божурище | Община Божурище | Община Божурище | Община Божурище | Община Божурище | Община Божурище | Община Божурище | Община Божурище | Община Божурище | Община Божурище |
| --------------------------------------------- | --------------- | --------------- | --------------- | --------------- | --------------- | --------------- | --------------- | --------------- | --------------- | --------------- | --------------- |
| Година                                        | 1934            | 1946            | 1956            | 1965            | 1975            | 1985            | 1992            | 2001            | 2011            | 2021            |                 |
| Население                                     | 13623           | 13469           | 12864           | 11043           | 9809            | 8429            | 7552            | 7062            | 6209            | 6175            |                 |
| Източници: Национален Статистически Институт, |                 |                 |                 |                 |                 |                 |                 |                 |                 |                 |                 |

### Населени места
Общината има 14 населени места с общо население от 6175 жители към 7 септември 2021 г.
| Населено място | Население (2021 г.) | Площ на землището km2 | Забележка (старо име)  | Населено място | Население (2021 г.) | Площ на землището km2 | Забележка (старо име)           |
| -------------- | ------------------- | --------------------- | ---------------------- | -------------- | ------------------- | --------------------- | ------------------------------- |
| Априлово       | 1099                | 12,050                | Сагърлиево, Воловарско | Долно Камарци  | 417                 | 32,375                |                                 |
| Байлово        | 309                 | 24,478                |                        | Макоцево       | 152                 | 21,663                |                                 |
| Белопопци      | 601                 | 15,425                | Ак Дамишменд           | Негушево       | 199                 | 32,921                |                                 |
| Гайтанево      | 192                 | 18,169                |                        | Осоица         | 297                 | 29,241                |                                 |
| Горна Малина   | 1474                | 14,064                |                        | Саранци        | 295                 | 8,651                 | Ташкесен                        |
| Горно Камарци  | 207                 | 31,407                |                        | Стъргел        | 257                 | 39,519                | Стръгел                         |
| Долна Малина   | 420                 | 5,994                 |                        | Чеканчево      | 256                 | 9,421                 |                                 |
|                |                     |                       |                        | ОБЩО           | 6175                | 295,378               | няма населени места без землища |

## Административно-териториални промени
- МЗ№ 2820/обн. 14.08.1934 г. – преименува с. Сагърлиево (Сегърлиево) на с. Воловарско;
- МЗ № 1689/обн. 27.09.1937 г. – преименува с. Воловарско на с. Априлово;
- през 1956 г. – уточнено е името на с. Стръгел на с. Стъргел без административен акт.

## Транспорт
През територията на общината, от запад на изток, на протежение от 25,3 km преминава участък от трасето на жп линията София – Карлово – Бургас от Железопътната мрежа на България.
През общината преминават изцяло или частично 5 пътя от Републиканската пътна мрежа на България с обща дължина 67 km:
- участък от 3,5 km от автомагистрала Хемус (от km 30,2 до km 33,7);
- участък от 2,9 km от Републикански път I-1 (от km 211,6 до km 214,5);
- участък от 29 km от Републикански път I-6 (от km 149,9 до km 178,9);
- целият участък от 9,3 km от Републикански път III-1001
- началният участък от 22,3 km от Републикански път III-6004 (от km 0 до km 22,3).

## Топографска карта
- Лист от карта K-34-48. Мащаб: 1 : 100 000.
- Лист от карта K-34-60. Мащаб: 1 : 100 000.